# Лонгоне-аль-Сегрино
Лонгоне-аль-Сегрино (итал. Longone al Segrino) — коммуна в Италии, располагается в регионе Ломбардия, в провинции Комо.
Население составляет 1697 человек (2008 г.), плотность населения составляет 1109 чел./км². Занимает площадь 2 км². Почтовый индекс — 22030. Телефонный код — 031.
Покровителем коммуны почитается святой Фиделий, празднование в первое воскресение октября.

## Демография
Динамика населения:

## Администрация коммуны
- Официальный сайт: